# Слокощица
Слокощица е село в Западна България. То се намира в община Кюстендил, област Кюстендил.

## География
Село Слокощица се намира в Кюстендилската котловина, в полите на Осоговската планина, южно от град Кюстендил, в долината на река Новоселска. Селото е в непосредствена близост, на разстояние по-малко от километър, до град Кюстендил.
Купно село, включващо махалите: Баба Велинска, Ахчийска, Кудуска, Брезовска, Долна махала, Кашкина, Тренчовска, Рошковци, Марковци, Чутуранци.
Климат: умерен, преходноконтинентален.
През годините селото принадлежи към следните административно-териториални единици: община Слокощица (1949-1955), община Кюстендил (1955-1958), община Жилинци (1958-1971) и община Кюстендил (от 1971 г.). 

## Население
| Година    | 1866 | 1880 | 1900 | 1926 | 1934 | 1946 | 1956 | 1965 | 1975 | 1985 | 2007 | 2010 |
| Население | 504  | 968  | 1206 | 1632 | 1799 | 1633 | 1609 | 1413 | 1922 | 1822 | 1830 | 1708 |

## История
Слокощица възниква като селище през Средновековието.
Споменава се в турски регистър от 1576 г. като Воденична долина, вероятно поради многобройните воденици по река Новоселска. В някои исторически документи от 1534 и 1644 г. е отбелязано и с имената Окошаница и Ослокошица.
През 1586 г. митрополит Висарион Коласийски, игумен на средновековния манастир „Благовещение“, намиращ се над селото (впоследствие разрушен) взема участие в църковно пратеничество до Москва, Русия.
През 1866 г. са регистрирани 76 домакинства с 504 жители.
След Освобождението започва бързо стопанско развитие. В края на XIX век селото има 19 552 декара землище, от които 820 дка зеленчукови и овощни градини, 300 дка пасища, както и се отглеждат 877 овце, 300 кози, 517 говеда и 205 коня. Основен поминък на селяните: земеделието (лозя, зеленчукопроизводство, овощия, тютюн, зърнопроизводство) и животновъдство. Развиват се домашните занаяти. В селото има два тютюневи склада, две мелници и множество воденици.
През 1874 г. е построена новата църква „Покров Богородичен“, а през 1886 г. е възстановена и изографисана средновековната църква „Свети Никола“ в горната махала.
През 1910 г. е основано земеделско спестовно заемно дружество „Съгласие“. През 1910 г. е построено училището, а през 1922 г. се създава читалище „Просвета“.
Селото е водоснабдено и електрифицирано.
През 1956 г. е учредено ТКЗС „Съгласие“, което от 1979 г. е включено в състава на АПК „Осогово“ – град Кюстендил.
През 1968 г. е открита пощенска станция. Построени са здравен пункт, детска градина, водомерна станция, автоматична телефонна връзка, фурна за хляб, нови административни и стопански сгради. Улиците са асфалтирани.
Над селото, на река Новоселска се строи язовир Кюстендил, предназначен да задоволи нуждите от питейна вода на цялата община.
Селото има редовна автобусна връзка с град Кюстендил.
Поради непосредствената му близост до град Кюстендил, няма сериозни миграционни процеси. В близка перспектива най-вероятно селото ще стане нов градски квартал.

## Исторически, културни и природни забележителности
- Късносредновековна църква „Свети Никола“. Намира се в края на горната махала, вляво от шосето, на левия бряг на р. Слокоска. Еднокорабна едноапсидна църква с полукръгла апсида с външни размери 7 х 5,30 м. Имала е полуцириндричен свод, който при възстановяването ѝ е заменен със стреховиден. Изградена през XVI век от ломени камъни, червени тухли и хоросан. Преустроена и възстановена през 1886 г., от което време са стенописите. Автор на късната живопис е Евстатий Попдимитров от село Осой, сега в Северна Македония. Над входа е изрисуван патронът на църквата Свети Никола, под него има двуредов надпис с дата 1886 г., а отстрани са изображенията на архангелите Михаил и Гавраил.

- Късносредновековна църква „Свети Архангел Михаил“ (развалини). Намирала се е в северната част на селото, вляво от шосето, след селските гробища, върху полегат склон. Еднокорабна и едноапсидна църква с приблизителни размери 6-7 х 3,30 м. Градежът е от ломени камъни и хоросан. В северния зид е употребен голям мраморен блок. Основите са затревени, покрити с храсти и дървета.

- Възрожденска църква „Покров Богородичен“. Намира се е в северната част на селото, вляво от шосето, до селските гробища, върху полегат склон. Църквата е построена и осветена през 1874 г. Църквата е с размери 27 м. дължина и 15 м. ширина. Като архитектурен тип е трикорабна базилика. От запад нартексът се поддържа от две странични стени, а отпред с колони. Трикорабната част на наоса е разделена от две групи колони. Средният кораб е изписан и засводен с четири слепи купола. Стените на храма са изписани отвътре. Има сведения че в църквата е работил дебърският зограф Мино със синовете си Теофил и Марко. Голяма част от стенописите и иконостасните икони са с дарителски надписи от 1874 – 1883 – 1888 години. Църквата е декларирана като художествен паметник на к, ултурата – ІІ група с Писмо № 4782 от 21.12.1978 г. на МК и като недвижима културна ценност – архитектурно-строителен паметник с категория „местно значение“ с Писмо № 54 от 6 януари 1978 г. на МК.

- Архитектурен паметник – пирамида на загиналите във войните през 1912-1913 г. и 1915-1918 г.

## Обществени институции
- Кметство Слокощица.
- Читалище „Просвета“ – действащо читалище, регистрирано под номер 941 в Министерство на културата на Република България.

## Религии
Село Слокощица принадлежи в църковно-административно отношение към Софийска епархия, архиерейско наместничество Кюстендил. Населението изповядва източното православие.

## Редовни събития
- Общоселски събор – провежда се ежегодно на 24 май, деня на славянската писменост и култура.

## Личности
- Антон Янков (неизв.), опълченец от с. Слокощица.
- Александър Димитров (1878-1921), вътрешен и военен министър в правителството на Александър Стамболийски
- Георги Струмски (род. 25.11.1932), писател
- Димитър Кръстев, революционер от ВМОРО, четник при Никола Сарафов[2]
- Никола Стойчев, български революционер от ВМОРО, четник на Петър Христов Германчето[3]

## Галерия
- църквата „Свети Никола“ – входа
- църквата „Свети Никола“ – апсидата
- развалините на църквата „Свети Архангел Михаил“